# George Strait
George Harvey Strait Sr. (ur. 18 maja 1952 w Poteet, Teksas) – amerykański piosenkarz country, autor tekstów, aktor i producent muzyczny.
Strait sprzedał ponad 120 milionów płyt na całym świecie, co czyni go jednym z najlepiej sprzedających się artystów muzycznych wszech czasów. Jest piętnastym najlepiej sprzedającym się piosenkarzem nagrywającym albumy w USA (ponad 70 milionów płyt w całych Stanach Zjednoczonych). Rekordzista RIAA w liczbie certyfikowanych albumów, ma na koncie 33 różne wydawnictwa, które uzyskały status platynowej lub złotej płyty.
Jest uznawany za pioniera neotradycyjnego stylu country. Był nominowany do 16 nagród Grammy, otrzymał swoją pierwszą i jedyną nagrodę za najlepszy album country, Troubadour, w 2009 roku. 
Karierę w muzyce country rozpoczął od występów w zespole Ace in the Hole w Teksasie w latach 70., nagrywając utwory dla niezależnej wytwórni płytowej D Records z siedzibą w Houston. Komercyjny sukces Straita rozpoczął się, gdy jego pierwszy singiel „Unwound” stał się hitem w 1981 roku. W latach osiemdziesiątych siedem jego albumów osiągnęło pierwsze miejsce na listach przebojów country. W 2000 roku został uznany Artystą Dekady przez Academy of Country Music i wybrany do Country Music Hall of Fame.

## Życiorys

### Młodość
George Harvey Strait Sr. urodził się 18 maja 1952 roku w Poteet w Teksasie jako syn Johna Byrona Straita (1922–2013) i Doris Jean Couser (1930–2010). Dorastał w pobliskim Pearsall. W hrabstwie Frio jego ojciec był nauczycielem matematyki w gimnazjum i właścicielem rancza bydła o powierzchni 2000 akrów (810 ha) na obrzeżach Big Wells w Teksasie. Kiedy George był w czwartej klasie, jego rodzice się rozwiedli, a matka wyprowadziła się z jego siostrą, Pency. George i jego brat John „Buddy” Jr. (1950–2009) dorastali z ojcem. Przez większość swojego wczesnego życia pracował na ranczu wraz ze swoim starszym bratem i ojcem Johnem.
Strait rozpoczął swoją przygodę z muzyką podczas uczęszczania do Pearsall High School, gdzie występował w rock'n'rollowym zespole garażowym, znanym jako The Stoics, czerpiąc większość swoich wpływów i inspiracji z Beatlesów i innych grup rockowych. Jego preferencje muzyczne wkrótce zwróciły się w stronę country, a piosenkarze tacy jak Hank Thompson, Lefty Frizzell, George Jones i Hank Williams, a także Bing Crosby czy Dean Martin (poprzez technikę crooningu) wpłynęli na jego styl.

### Studia
Po tym, jak został honorowo zwolniony z armii w 1975 roku, zapisał się na Southwest Texas State University (obecnie Texas State University) w San Marcos. Ukończył studia rolnicze. 26 maja 2006 roku otrzymał tytuł doktora honoris causa od swojej macierzystej uczelni.

### Kariera muzyczna

#### Lata 70.
W czasie studiów George Strait odpowiedział na ogłoszenie zespołu country Stoney Ridge, który poszukiwał nowego wokalisty. Wkrótce po dołączeniu do grupy zmienił jej nazwę na Ace in the Hole Band i objął rolę lidera. Zespół szybko rozpoczął występy w klubach i barach w południowym oraz środkowym Teksasie, koncertując między innymi w Huntsville i Houston. Z czasem zyskali lokalną rozpoznawalność, co pozwoliło im otwierać koncerty uznanych wykonawców, takich jak The Texas Playboys i Asleep at the Wheel.
Zespół otrzymał możliwość nagrania kilku piosenek autorstwa Straita – m.in. „That Don't Change The Way I Feel About You” oraz „I Can't Go On Dying Like This” – dla niezależnej wytwórni D Records z Houston. Mimo tych prób utwory nie przebiły się do szerszej publiczności, a Strait wciąż dorabiał, zarządzając rodzinnym ranczem bydła.
Choć kontynuował występy z Ace in the Hole Band, nie miał żadnych kontaktów z przemysłem muzycznym. Sytuacja zmieniła się, gdy zaprzyjaźnił się z Ervem Woolseyem – właścicielem baru, w którym często grali, a wcześniej menedżerem wytwórni MCA Records. Woolsey zaprosił kilku znajomych z Nashville, by posłuchali zespołu Straita na żywo. Mimo że byli pod wrażeniem, uznali, że styl western swing nie ma potencjału komercyjnego i nie zdecydowali się na współpracę.
Po kilku nieudanych wyprawach do Nashville z Kentem Finlayem – właścicielem Cheatham Street Warehouse – i kolejnych odmowach ze strony wytwórni, Strait zaczął myśleć o rezygnacji z kariery muzycznej. Zaoferowano mu pracę przy projektowaniu zagród dla bydła, którą miał już przyjąć. Powiadomił zespół o odejściu, ale po rozmowie z żoną zdecydował, że jeszcze przez rok spróbuje poszukać szczęścia w muzyce. Wkrótce potem, w lutym 1981 roku, podpisał kontrakt z MCA Records – początkowo tylko na jeden singiel, z możliwością dalszej współpracy w przypadku sukcesu. Zespół Ace in the Hole pozostał u jego boku, pełniąc rolę zespołu koncertowego i supportu w trakcie jego solowej kariery.

#### Lata 80.
Wiosną 1981 roku George Strait zadebiutował w wytwórni MCA Records singlem „Unwound”. Utwór szybko zdobył popularność, docierając do szóstego miejsca na liście „Billboard Hot Country Songs” i trafiając na jego pierwszy album studyjny, Strait Country. Na krążku znalazły się także dwa inne single: „Down and Out”, który osiągnął 16. miejsce na liście przebojów, oraz „If You're Thinking You Want a Stranger (There's One Coming Home)”.
Strait Country przyniósł przełom w nurcie country, wprowadzając „nowo-tradycjonalistyczne” brzmienie jako przeciwwagę dla dominującego wówczas country-pop. Rok później ukazał się jego drugi album, Strait from the Heart, który zebrał pochwały krytyków i przyniósł pierwszy numer jeden w karierze Straita – „Fool Hearted Memory”. Album zawierał także balladę „Amarillo by Morning” pierwotnie wydaną przez Terry’ego Stafforda w 1973 roku. Strait dodał do niej bardziej westernowe instrumentarium. Utwór, opowiadający historię teksańskiego kowboja rodeo, z czasem stał się jednym z najbardziej rozpoznawalnych w jego repertuarze i został uznany za jedną z najwybitniejszych piosenek country wszech czasów.
W 1983 roku Strait po raz pierwszy pojawił się na Houston Livestock Show and Rodeo, zastępując chorego Eddiego Rabbitta jako główny artysta wieczoru. Występy na tej imprezie stały się stałym elementem jego kariery – zagrał tam ponad 20 razy.
W latach 80. Strait zanotował 17 singli, które trafiły na szczyt list przebojów. Między 1983 a 1984 rokiem osiągnął serię pięciu kolejnych hitów numer jeden, pochodzących z dwóch albumów: Right or Wrong – jego pierwszego albumu, który trafił na szczyt zestawień – oraz Does Fort Worth Ever Cross Your Mind, nagrodzonego przez Country Music Association. W 1985 roku został uznany przez CMA za wokalistę roku i wydał swoją pierwszą kompilację największych przebojów, obejmującą utwory z trzech pierwszych albumów. W tym samym roku ukazał się także Something Special, trzeci z rzędu album numer jeden w jego dorobku, zawierający m.in. popularny singiel „The Chair”. Rok później Strait ponownie został wyróżniony tytułem wokalisty roku CMA i wypuścił kolejny album – #7, który również znalazł się na szczycie list.
W 1986 roku George Strait i jego rodzina przeżyli osobistą tragedię – jego 13-letnia córka, Jenifer, zginęła w wypadku samochodowym. Kierujący autem 18-letni Gregory Wilson Allen został oskarżony o zabójstwo. Jak informował rzecznik Departamentu Bezpieczeństwa Publicznego stanu Teksas, nadmierna prędkość i nieprawidłowe pokonanie zakrętu doprowadziły do dachowania pojazdu. Jenifer siedziała z przodu i nie miała zapiętych pasów, przez co została częściowo wyrzucona z samochodu i zginęła na miejscu. Po tym wydarzeniu George Strait wycofał się z życia medialnego, przestając udzielać wywiadów na wiele lat. Ani on, ani jego rodzina nie poruszali publicznie tematu straty córki.
Mimo osobistego bólu, Strait nie zrezygnował z kariery muzycznej. W latach 1986–1989 wydał aż 11 kolejnych singli, które zajęły pierwsze miejsca na listach przebojów. Seria rozpoczęła się od „Nobody in His Right Mind Would've Left Her”, a zakończyła na „Ace in the Hole”. Utwory te pochodziły z czterech albumów: #7, Ocean Front Property (1987), If You Ain’t Lovin’, You Ain’t Livin’ (1988) oraz Beyond the Blue Neon (1989). Wszystkie te płyty znalazły się na szczycie listy albumów country.
Dekadę lat 80. Strait zakończył ponownym zdobyciem tytułu wykonawcy roku CMA w 1989 roku, a w 1990 roku powtórzył ten sukces.

#### Lata 90.
George Strait rozpoczął nową dekadę od premiery swojego dziesiątego albumu studyjnego Livin’ It Up, który przyniósł mu dwa kolejne przeboje numer jeden. Były to: „Love Without End, Amen” oraz „I’ve Come to Expect It From You”. Oba utwory zajmowały pierwsze miejsce przez pięć tygodni w 1990 roku. Niedługo potem, w 1991 roku, ukazał się album Chill of an Early Fall, który spotkał się z uznaniem krytyków. W Entertainment Weekly napisano, że płyta była dla Straita krokiem w stronę bardziej różnorodnych brzmień, odchodząc od pewnej monotonii jego wcześniejszych produkcji. Z albumu pochodzą dwa kolejne hity numer jeden: „If I Know Me” i „You Know Me Better Than That”. Jednak cover klasycznego utworu „Lovesick Blues” zakończył jego serię 31 singli, które bez przerwy trafiały do pierwszej dziesiątki – piosenka dotarła tylko do 24. miejsca. Również sam album przerwał passę ośmiu kolejnych płyt numer jeden, osiągając czwarte miejsce na listach.
Wiosną 1992 roku Strait wydał album Holding My Own, który choć nie dostarczył hitu numer jeden, to jednak przyniósł dwa utwory plasujące się w pierwszej piątce, w tym „So Much Like My Dad”. Jeszcze w tym samym roku zadebiutował jako aktor w filmie Pure Country i wydał ścieżkę dźwiękową do produkcji. Album okazał się największym sukcesem komercyjnym w jego dotychczasowej karierze, zawierając takie przeboje jak „Heartland”, „I Cross My Heart” oraz „When Did You Stop Loving Me”. Dwa pierwsze utwory trafiły na szczyt list przebojów, a trzeci osiągnął szóstą pozycję. 
W 1993 roku ukazał się kolejny album – Easy Come, Easy Go, który dotarł do pierwszej piątki zestawienia Billboard 200 i zawierał takie utwory jak „I'd Like to Have That One Back”, „The Man in Love with You” oraz tytułowy hit, który osiągnął pierwsze miejsce.
Cztery kolejne albumy studyjne – Lead On (1994), Blue Clear Sky (1996), Carrying Your Love with Me (1997) i One Step at a Time (1998) – zdobyły pierwsze miejsce na listach przebojów. W tym okresie Strait wylansował osiem kolejnych hitów numer jeden, w tym takie utwory jak: „You Can’t Make a Heart Love Somebody”, „Carried Away”, „One Night at a Time” czy „I Just Want to Dance with You”.
W 1995 roku Strait wypuścił czteropłytowy zestaw Strait Out of the Box, będący retrospektywnym podsumowaniem jego dotychczasowej kariery. Kolekcja zawierała także dwie nowe piosenki: „I Know She Still Loves Me” oraz hit numer jeden „Check Yes or No”. Box set sprzedał się w liczbie ośmiu milionów egzemplarzy, co czyni go drugim najlepiej sprzedającym się zestawem pudełkowym w historii USA. W 1997 i 1998 roku Strait został uhonorowany tytułem Najlepszego Wokalisty Męskiego przez CMA. W tych latach rozpoczął również trasę koncertową George Strait Country Music Festival, podczas której występowali z nim m.in. Tim McGraw, Faith Hill, Kenny Chesney i Alan Jackson.
W 1999 roku wydał album Always Never the Same, który zajął drugie miejsce na listach country i dorównał sukcesowi Pure Country, sięgając szóstego miejsca na Billboard 200. Z płyty pochodzą takie hity jak „What Do You Say to That”, „Meanwhile” oraz singiel numer jeden „Write This Down”. Choć album zebrał mieszane recenzje, Entertainment Weekly podkreślił, że Strait potrafił sprawić, by nawet najlżejszy materiał radiowy brzmiał świetnie dzięki swojemu naturalnemu wdziękowi.
W ciągu lat 90. George Strait zdobył łącznie 17 singli numer jeden na listach Billboardu i z impetem wkroczył w nowe stulecie, kontynuując swoje sukcesy.

#### Lata 2000.
W 2000 roku George Strait wydał album zatytułowany The Ground. Choć płyta osiągnęła pierwsze miejsce na liście przebojów country i siódme na Billboard 200, była pierwszym albumem w jego karierze, który nie przyniósł żadnego singla numer jeden i nie uzyskał certyfikatu platynowej płyty. Z krążka pochodziły dwa single – „Go On” oraz „If You Can Do Anything Else” – oba uplasowały się jednak w czołowej piątce listy. W maju 2001 roku ukazał się album The Road Less Traveled, który spotkał się z głównie pozytywnymi opiniami. Rolling Stone określił go jako typowe dla Straita brzmienie, lecz z nowymi akcentami, które uczyniły go ciekawszym od jego ostatnich produkcji. Album eksperymentował z efektami wokalnymi, co niektórzy krytycy uznali za wyraz poszukiwań artystycznych Straita. Z płyty pochodziły trzy single, z których dwa – „She’ll Leave You with a Smile” (jego 50. hit numer jeden) oraz „Living and Living Well” – zdobyły szczyty list przebojów country i weszły do Top 30 listy Billboard Hot 100. „She’ll Leave You with a Smile” osiągnął 23. miejsce, co było najwyższą pozycją Straita w tamtym czasie. Trzeci singiel, „Run”, dotarł do drugiego miejsca na listach country i 34. na Hot 100.
Rok 2003 przyniósł dwa nowe wydawnictwa. Pierwszym było For the Last Time: Live from the Astrodome, nagranie ostatniego koncertu w historii Houston Livestock Show and Rodeo na słynnym stadionie Astrodome. Koncert ustanowił nowy rekord frekwencji tego obiektu, przyciągając 68 266 widzów. Drugi album z tego roku, Honkytonkville, został opisany jako dynamiczny zbiór klasycznego country z nutą nowoczesnego brzmienia. Choć album nie dostarczył żadnego numeru jeden, zawierał popularne utwory „Cowboys Like Us” oraz cover „Desperately” autorstwa Bruce’a Robisona. 
W 2005 roku ukazał się album Somewhere Down in Texas, z którego pochodził przebój „You’ll Be There”. Rok później Strait odbył trasę koncertową obejmującą zaledwie 18 występów, która jednak wygenerowała ponad 15 milionów dolarów przychodu. Artysta podkreślał, że sukces koncertów wynikał z doskonałego zgrania zespołu oraz umiejętności odtwarzania piosenek na żywo tak, jak brzmią na płytach.
3 października 2006 roku Strait świętował 30-lecie kariery albumem It Just Comes Natural, nagranym w „Shrimp Boat Sound Studio Jimmy’ego Buffetta” w Key West na Florydzie. Album zawierał 15 nowych utworów, z czego dwa współtworzył Dean Dillon, długoletni współpracownik Straita. Płyta zebrała przychylne recenzje, a magazyn People opisał Straita jako uosobienie naturalności w muzyce country. Pierwszy singiel z albumu, „Give It Away”, stał się jego kolejnym numerem jeden. Tytułowy utwór „It Just Comes Natural” również trafił na szczyt list przebojów, stając się 42. singlem Straita numer jeden na Billboardzie.

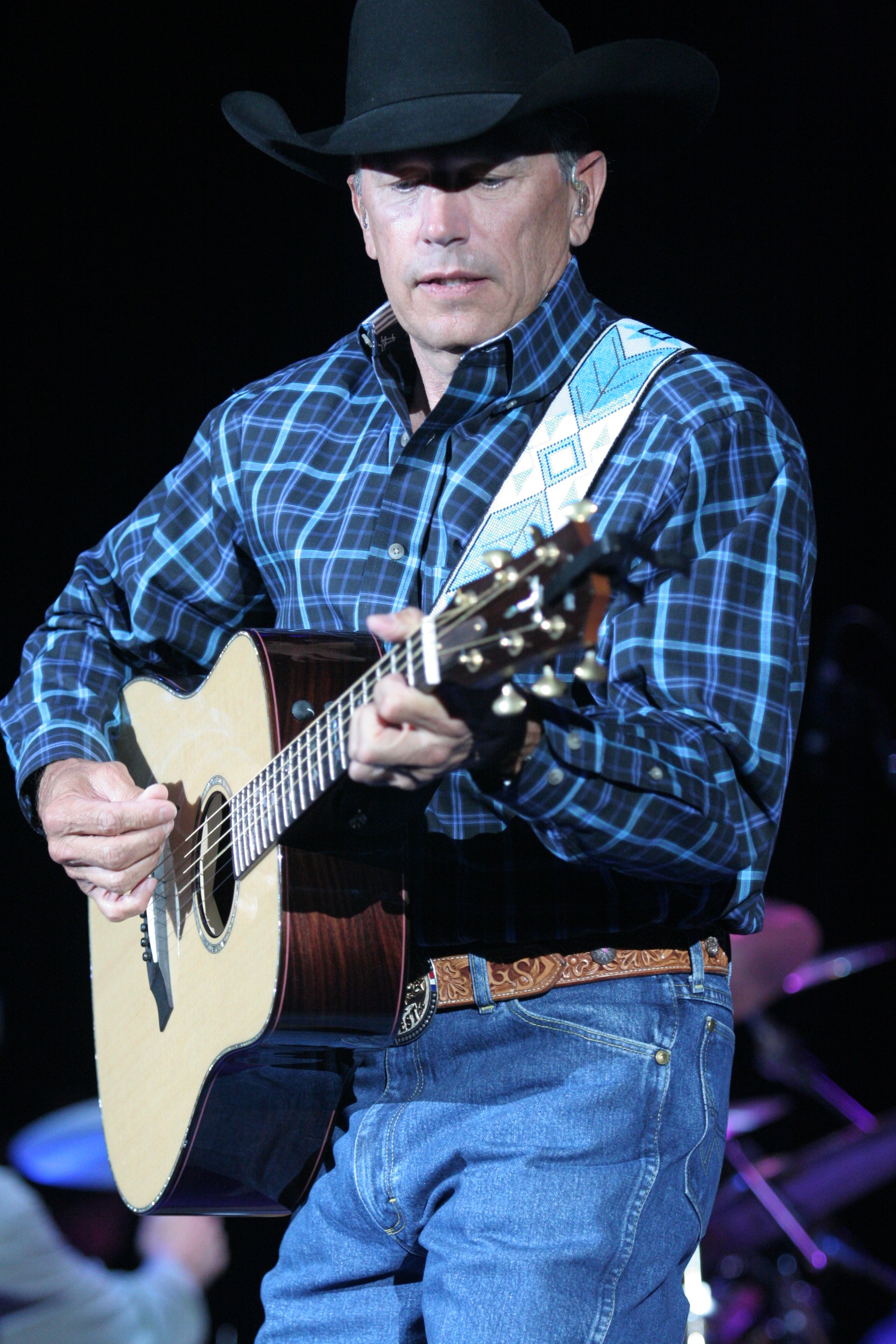
George Strait podczas występu na CFG Bank Arena w Baltimore, Maryland (2008)

W 2007 roku utwór „Wrapped” osiągnął pierwsze miejsce na liście country Mediabase, będąc 55. hitem numer jeden w karierze Straita. W tym samym roku wyruszył on w 23-koncertową trasę z legendą country Ronnie Milsapem i debiutującą Taylor Swift.
1 kwietnia 2008 roku ukazał się album Troubadour, zawierający 12 utworów, w tym duet z Patty Loveless oraz piosenkę współtworzoną z Deanem Dillonem. Pierwszy singiel, „I Saw God Today”, zadebiutował na 19. miejscu list przebojów. Album zadebiutował na pierwszym miejscu listy Billboard Top 200, sprzedając się w ponad 160 000 egzemplarzy w pierwszym tygodniu. Trzeci singiel z płyty, „River of Love”, stał się jego 57. hitem numer jeden w 2009 roku.
28 maja 2009 roku ukazał się jego nowy singiel „Living for the Night”. Utwór zapowiadał album Twang, wydany 11 sierpnia 2009 roku, który osiągnął status złotej płyty za sprzedaż przekraczającą 500 000 egzemplarzy. W tym samym roku Strait pobił rekord Conwaya Twitty’ego, zostając artystą z największą liczbą singli numer jeden na liście „Billboard Hot Country Songs” – jego 44 hity numer jeden przebiły 40 utworów Twitty’ego.

#### Lata 2010.
W 2010 roku magazyn Billboard uznał George’a Straita najlepszym artystą country ostatnich 25 lat. 6 września 2011 roku artysta wydał album Here for a Good Time, z którego pochodzą dwa single numer jeden – tytułowy „Here for a Good Time” oraz „Love’s Gonna Make It Alright” – co zwiększyło łączną liczbę jego hitów numer jeden do 59. Trzeci singiel z płyty, „Drinkin’ Man”, dotarł do 37. miejsca na liście.
W październiku 2012 roku Strait zaprezentował singiel „Give It All We Got Tonight”, który później znalazł się na albumie Love Is Everything, wydanym 14 maja 2013 roku. Wytwórnia Straita zainicjowała kampanię „60 for 60”, której celem było uczynienie tego utworu jego 60. singlem numer jeden w wieku 60 lat. Inicjatywa zakończyła się sukcesem, a piosenka zdobyła pierwsze miejsce na liście Mediabase w maju 2013 roku. Kolejny singiel, „I Believe”, uplasował się jednak jedynie na 50. pozycji w zestawieniu Country Airplay, co było pierwszym przypadkiem, gdy utwór Straita nie wszedł do pierwszej czterdziestki.

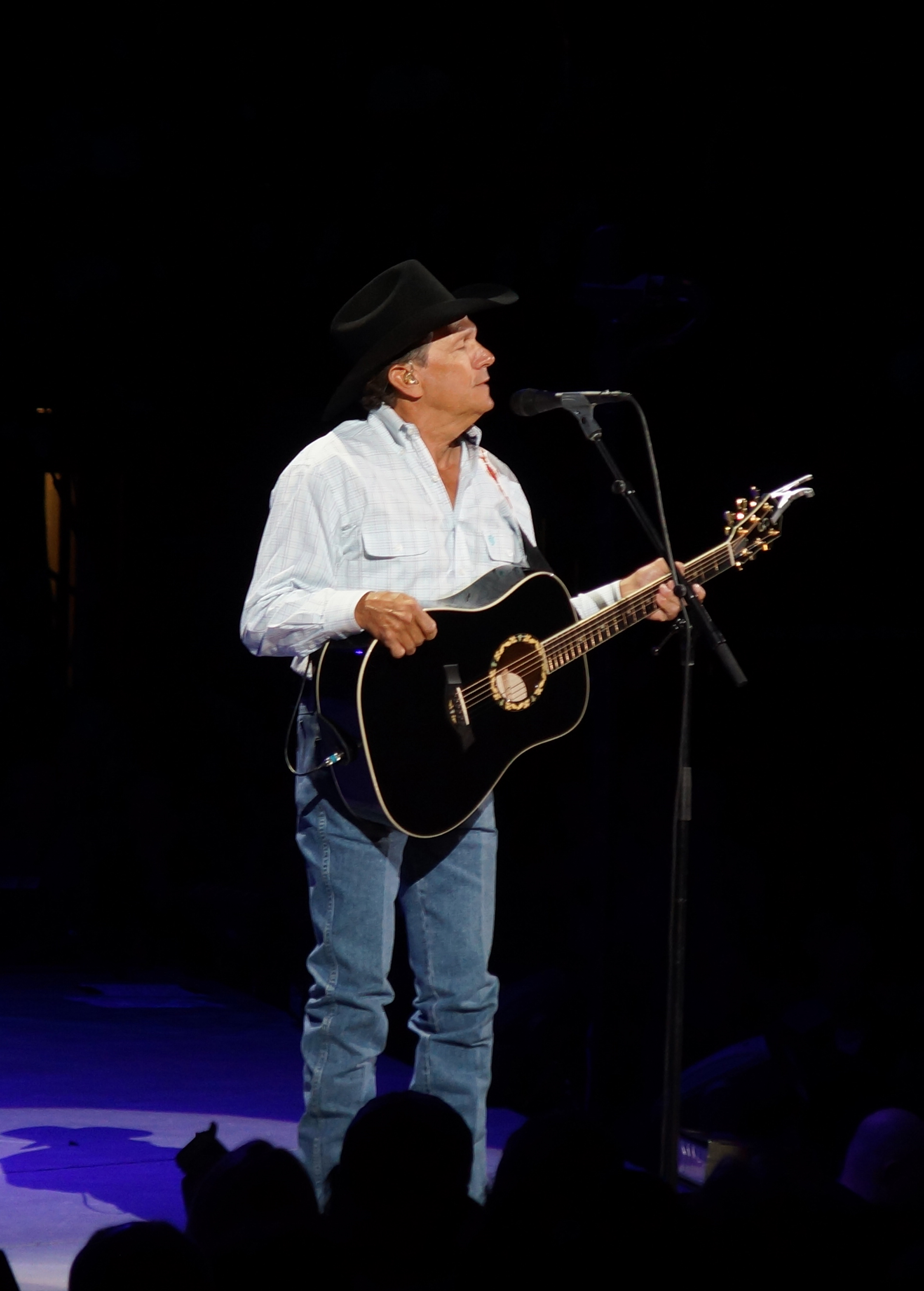
Strait podczas trasy koncertowej Cowboy Rides Away Tour, XL Center, Hartford, Connecticut, 23 lutego 2013

W listopadzie 2013 roku Billboard przyznał Straitowi tytuł Legend of Live podczas jubileuszowej, dziesiątej edycji Billboard Touring Awards. Strait został pierwszym artystą country w historii, który otrzymał to wyróżnienie.
W 2018 roku piosenkarz wypuścił singiel „Codigo”, nazwany na cześć marki tequili, w której posiada udziały.

#### Lata 2020.
15 czerwca 2024 roku George Strait ustanowił nowy rekord frekwencji na koncercie w Stanach Zjednoczonych, gromadząc 110 905 widzów podczas występu na Kyle Field, stadionie Texas A&M University w College Station. Tym samym pobił dotychczasowy rekord należący do zespołu Grateful Dead, który w 1977 roku przyciągnął 107 019 fanów na Raceway Park w New Jersey. Koncert Straita stał się również największym wydarzeniem w historii Kyle Field, przewyższając wcześniejszy rekord frekwencji z 11 października 2014 roku, kiedy to 110 633 kibiców oglądało mecz Texas A&M Aggies przeciwko Ole Miss Rebels.
6 września 2024 roku wydał swój najnowszy album studyjny zatytłuwany Cowboys and Dreamers.
Niespełna rok później, 27 lipca 2025 roku, Strait zorganizował kameralny koncert charytatywny w Boerne, aby wesprzeć ofiary powodzi, które nawiedziły środkowy Teksas w lipcu 2025 roku. Wydarzenie przyniosło łącznie 6,25 miliona dolarów na pomoc poszkodowanym społecznościom.

## Życie prywatne

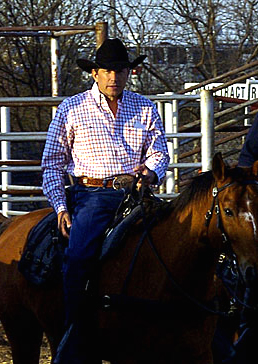
Strait na San Antonio Stock Show & Rodeo w 2005 roku

W grudniu 1971 roku George Strait i jego szkolna miłość, Norma, wzięli ślub w Meksyku. Rok później, 6 października 1972 roku, urodziła się ich córka Jenifer, a dziewięć lat później, w 1981 roku, na świat przyszedł ich syn, George Harvey Strait Jr., znany jako „Bubba”.
Rodzinę dotknęła tragedia 25 czerwca 1986 roku, gdy 13-letnia Jenifer zginęła w wypadku samochodowym w San Marcos. Po jej śmierci Straitowie założyli fundację Jenifer Lyn Strait Foundation, która wspiera dziecięce organizacje charytatywne w rejonie San Antonio. Bubba Strait, absolwent Texas A&M University, odnosił sukcesy jako zawodowy zawodnik Rodeo Cowboys Association. George Strait miał okazję oglądać swojego syna w akcji podczas Houston Livestock Show and Rodeo w 2006 roku, tuż przed własnym występem na tej samej scenie.
Strait stracił również swojego starszego brata, Johna Byrona „Buddy’ego” Straita, który zmarł 10 kwietnia 2009 roku w wieku 58 lat.
Od 2010 roku Strait aktywnie wspiera program Wrangler National Patriot, który zbiera fundusze i promuje świadomość na rzecz amerykańskich weteranów wojskowych, zwłaszcza tych rannych lub poległych, oraz ich rodzin.
W lutym 2012 roku George Strait został dziadkiem – jego syn Bubba i synowa Tamara powitali na świecie syna, George'a Harveya Strait III.
Artysta jest właścicielem prywatnego odrzutowca Gulfstream G450 z numerem rejestracyjnym N518GS, stacjonującego w Landmark Aviation w San Antonio. Strait aktywnie zaangażował się również w pomoc ofiarom huraganu Harvey, współpracując z gubernatorem Teksasu, Gregiem Abbottem, aby wspierać odbudowę zniszczonych terenów przybrzeżnych.

## Dyskografia
Przez ponad trzy dekady kariery, którą w całości związał z wytwórnią MCA Records, George Strait osiągnął 60 singli numer jeden na różnych listach przebojów country, takich jak Mediabase 24/7 (dawniej Radio & Records) czy nieistniejący już Gavin Report. Żaden inny artysta w historii muzyki nie zdobył większej liczby hitów numer jeden w jednym gatunku. Na liście „Billboard Hot Country Songs” Strait ma na koncie 44 utwory, które dotarły na szczyt — to o cztery więcej niż Conway Twitty, którego wynik uwzględnia także duety z Lorettą Lynn. Jest także pierwszym wykonawcą w historii Billboardu, którego przynajmniej jeden singiel przez 30 kolejnych lat znajdował się w pierwszej dziesiątce listy country — począwszy od 1981 roku, kiedy jego debiutancki utwór „Unwound” dotarł do szóstego miejsca na liście „Hot Country Singles”. Każdy z jego utworów, który trafił do „Top 10”, pojawił się właśnie na tej liście. W samych Stanach Zjednoczonych sprzedaż płyt George’a Straita przekroczyła 70 milionów egzemplarzy, a jego kolekcja wyróżnień RIAA obejmuje 13 albumów multiplatynowych, 33 platynowe i 38 złotych.
- Strait Country (1981)
- Strait from the Heart (1982)
- Right or Wrong (1983)
- Does Fort Worth Ever Cross Your Mind (1984)
- Something Special (1985)
- #7 (1986)
- Ocean Front Property (1987)
- If You Ain't Lovin' You Ain't Livin' (1988)
- Beyond the Blue Neon (1989)
- Livin' It Up (1990)
- Chill of an Early Fall (1991)
- Holding My Own (1992)
- Pure Country (1992)
- Easy Come Easy Go (1993)
- Lead On (1994)
- Blue Clear Sky (1996)
- Carrying Your Love with Me (1997)
- One Step at a Time (1998)
- Always Never the Same (1999)
- George Strait (2000)
- The Road Less Traveled (2001)
- Honkytonkville (2003)
- Somewhere Down in Texas (2005)
- It Just Comes Natural (2006)
- Troubadour (2008)
- Twang (2009)
- Here for a Good Time (2011)
- Love Is Everything (2013)
- Cold Beer Conversation (2015)
- Honky Tonk Time Machine (2019)
- Cowboys and Dreamers (2024)

## Filmografia
George Strait miał okazję pojawić się w kilku produkcjach filmowych. W 1982 roku wystąpił gościnnie w filmie Żołnierz (ang. The Soldier), a dekadę później zagrał główną rolę w Pure Country (1992). W 2002 roku wcielił się w samego siebie w filmie Grand Champion.
W Pure Country Strait wcielił się w postać Dusty’ego Chandlera — popularnego piosenkarza country, który traci kontakt ze swoimi wiejskimi korzeniami i klasycznym stylem muzycznym. Film dał mu możliwość eksperymentowania z bardziej rockowym brzmieniem, odchodząc od jego typowego stylu. Choć produkcja nie odniosła sukcesu komercyjnego, zarabiając około 15 milionów dolarów, ścieżka dźwiękowa stała się ogromnym przebojem. Album Pure Country przyniósł Straitowi kilka hitowych singli i do dziś pozostaje jego najlepiej sprzedającą się płytą. W kontynuacji filmu, Pure Country 2: The Gift, Strait pojawił się w epizodycznej roli.
| Rok  | Tytuł                       | Rola                   |
| ---- | --------------------------- | ---------------------- |
| 1982 | Żołnierz (ang. The Soldier) | on sam                 |
| 1992 | Pure Country                | Wyatt „Dusty” Chandler |
| 2002 | Grand Champion              | on sam                 |
| 2003 | King of the Hill            | Głos Cornella          |
| 2010 | Pure Country 2: The Gift    | on sam                 |